# Semafor (teatr)

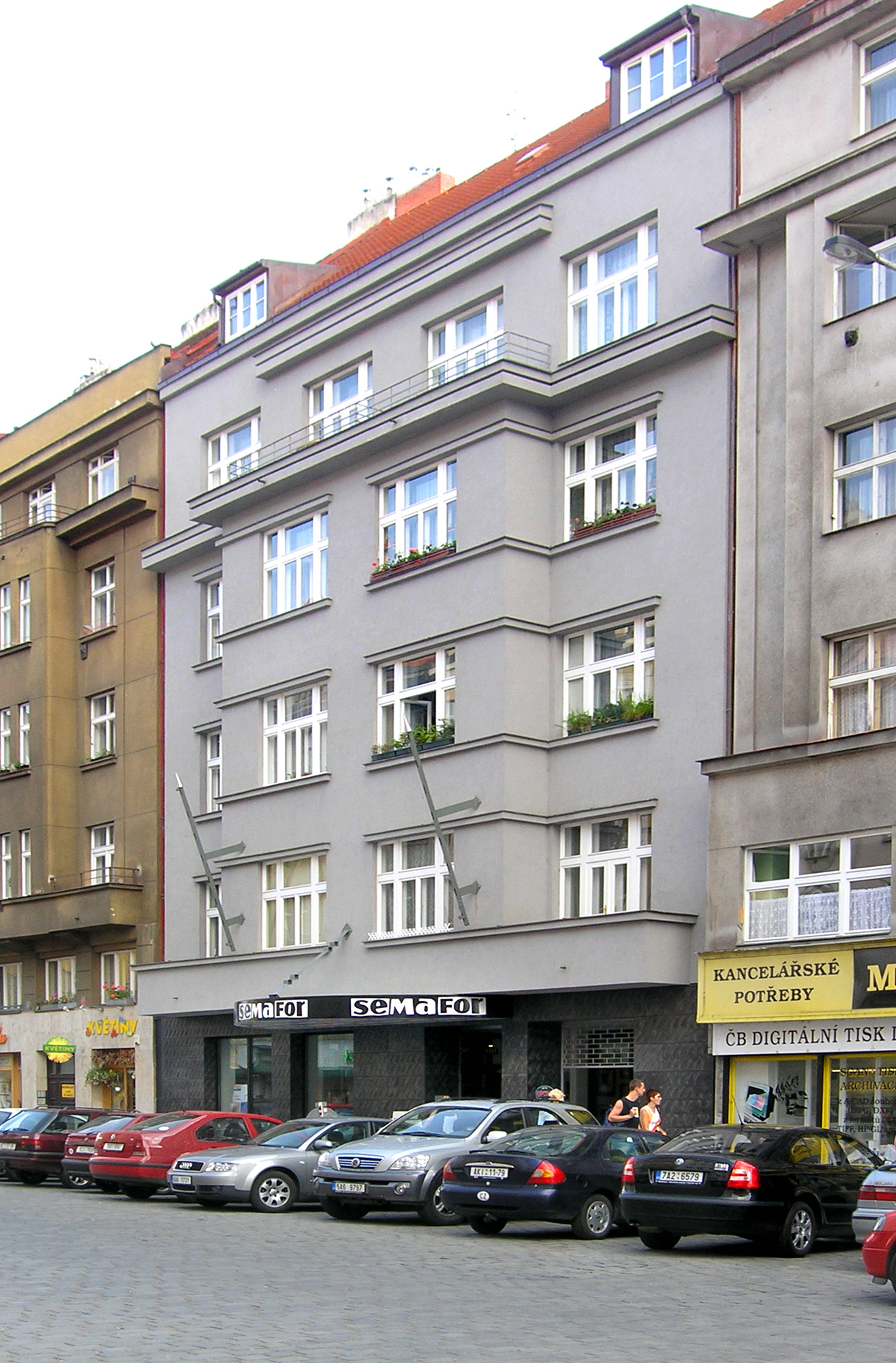
Siedziba teatru „Semafor” (Praga)

Semafor – praski teatr, założony 30 października 1959 przez Jiříego Suchego (ur. 1931) i Jiříego Šlitra (ur. 1924, zm. 1969). Jego siedziba znajduje się na ulicy Dejvickiej w Pradze, w pobliżu stacji metra – Dejvická. Według stanu na 2020 rok w teatrze gra ok. pięćdziesięciu aktorów.